# روح‌گرایی اسپریتیسمو
روح‌گرایی اسپریتیسمو(به انگلیسی: Espiritismo)(که کلمه‌ای در زبان پرتغالی و اسپانیایی معادل اسپیریتوالیسم یا همان روح‌گرایی در تعریف عام خود است.) اصطلاحی است که در آمریکای لاتین و کارائیب(مرکزی) برای اشاره به این باور عمومی که ارواح تکامل یافته و کمتر تکامل یافته می توانند بر سلامت، شانس و سایر جنبه های زندگی انسان تأثیر بگذارند، استفاده می شود.

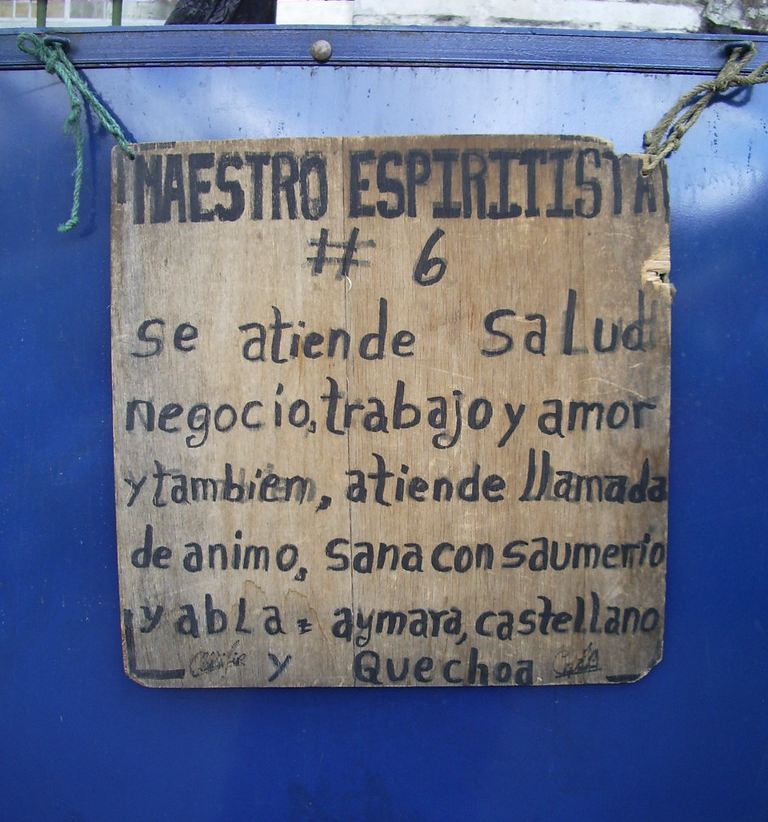

کوراندرو در حالی که خود را در ورودی گورستانی در شهر لاپاز، پایتخت بولیوی در آمریکای لاتین، معرفی می‌کند:«سلامتی، کسب‌وکار، اعمال همراه با عشق حضور دارند، همچنین دعوت‌های تشویقی(ارواح)، شفا می‌دهد و این با ساهومریو است. آیمارا، اسپانیایی و کچوا صحبت می‌کند!

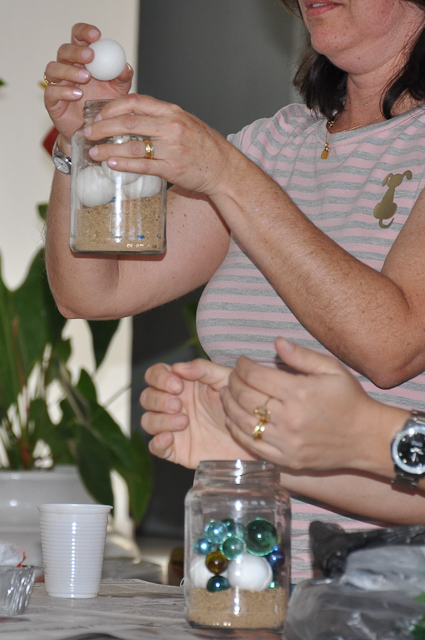

یک مراسم اسپیریتیستا در برزیل

## تاریخچه
پدیده و طیف گسترده ای از باورها که به عنوان "اسپیریتیسمو" تعریف می شود، از ایده های روح‌گرایی تعریف شده توسط آلن کردس سرچشمه می گیرد. روح‌گرایی او در آمریکای لاتین رایج شد و بر مذاهب موجود و همچنین شکل‌گیری سنت‌های آفریقایی شده خود اسپیریتیسمو تأثیر گذاشت. این امر به ویژه در برزیل، کوبا، و پورتوریکو برجسته شده است. میز سفید علمی اسپیریتیسمو از درک ضعیفی از فلسفه کاردک توسعه می یابد. در طول جنگ ده ساله در کوبا بسیاری از مردم در وحشت و غم از دست دادن عزیزان بودند. سفیدپوستان کوبایی توانستند با روی آوردن به اسپیریتیسمو که به آنها اجازه می داد با عزیزان مرده خود ارتباط برقرار کنند، تا حدودی درد عاطفی خود را کاهش دهند.  اسپیریتیست‌های سفیدپوست از برده‌های کنگوی خود می‌خواهند که آنها را در مراسم اسپیریتیسمو کوردون راهنمایی کنند. در اوایل دهه ۱۸۰۰، اسپیریتیسمو در پورتوریکو به دلیل رد هژمونی اسپانیایی توسط مردم و محکومیت روح‌گرایی توسط کلیسای کاتولیک استعماری محبوبیت پیدا کرد. در اصل از پورتوریکویی‌هایی که در اروپا تحصیل می‌کردند به این کشور آورده شد، میز سفید اسپیریتیسمو که توسط طبقات بالا انجام می‌شد، به تکامل یک اسپیریتیسمو بومی بیشتر در میان طبقه فرودست کمک می‌کرد. محقق مارتا مورنو وگا پیشنهاد می کند که اسپیریتیسموی پورتوریکویی به عنوان راهی برای تقلید از احترام به اجداد در دین کنگو محبوب شد. اسپیریتیسمو در کوبا در نهایت با دیگر عناصر محلی آفریقا ترکیب شد و اسپیریتیسمو کروزائو را تولید کرد که در اوایل دهه ۱۹۰۰ محبوبیت یافت. با انقلاب کوبا، شیوه‌های اسپریتیست‌ها ممنوع شد و به زیرزمین رفت، اما همچنان در جامعه کوبا تا به امروز حضور دارد. آمریکایی‌های کوبایی و آمریکایی‌های پورتوریکویی ساکن نیویورک و نیوجرسی شروع به ادغام باورهای سانتریا و اسپیریتیسمو کردند که تبدیل به سانتریسمو شد. این ماجرا اولین بار توسط انسان شناسان مذهبی در دهه ۱۹۶۰ مورد توجه قرار گرفت.

## باورها

### عمومی
یک اصل از اسپریتیسمو اعتقاد به خدای برتر است که خالق قادر مطلق جهان است. همچنین اعتقادی به دنیای روحی وجود دارد که در آن موجودات متمایز ساکن هستند که می توانند به تدریج از نظر فکری و اخلاقی تکامل یابند.  اسپیریتیستاها معتقدند که این موجودات می توانند به طرق مختلف بر جهان جسمانی تأثیر بگذارند و این که اسپیریتیستاها نیز به نوبه خود می توانند بر اعمال ارواح تأثیر بگذارند. اسپریتیسمو هرگز یک رهبر واحد یا مرکز تمرین نداشته است، و به این ترتیب عملکرد آن بین افراد و گروه‌ها بسیار متفاوت است. در همه موارد، اسپریتیسمو اعمال مختلفی را از سایر اعمال مذهبی و معنوی بومی آمریکای لاتین و کارائیب جذب کرده است، مانند کاتولیک رومی، کاراندریسمو، موکامبا آفریقایی-برزیلی، سانتریا، وودو و شینتو. نمونه ای از این تلفیق، یک طلسم جادویی است که شامل درخواست از مارتا قدیس می شود تا با سوزاندن شمع مخصوصی که آماده شده، دعاهای خاصی را بخواند و یک حرز را که با روبان قرمز به کمر بسته شده است، بر اراده شخص دیگر اعمال کند. در موارد دیگر، اهداف و روش‌های اسپیریتیستا به وضوح کمتر در قلمرو جادو هستند و ممکن است نوعی طب عامیانه یا طب جایگزین در نظر گرفته شوند. هر اثر مطلوبی که باشد، تجهیزات و مواد مورد استفاده برای اسپریتیسمو اغلب ممکن است در بوتانیکا در جامعه پزشکان خریداری شوند.

### تفاوت با معنویت گرایی
اسپریتیسمو بسیاری از مفاهیم اساسی خود را با معنویت گرایی قرن ۱۹ که در ایالات متحده و اروپا انجام می شد، به اشتراک گذاشت. در این دوره، چندین کتاب در مورد واسطه گری و اعمال معنوی در کارائیب و آمریکای لاتین در دسترس قرار گرفت. از آنجایی که بسیاری از بومیان آمریکا و مردم آفریقایی تبار سنت های دیرینه پرستش اجداد و خلسه داشتند، معنویت گرایی به آسانی در این سیستم های اعتقادی از قبل موجود و سازگار شد. اعتقاد بر این است که بسیاری از اسپریتاس یا اسپیریتیستا(تمرین‌کنندگان اسپریتیسمو)با ارواح در جمعی از ایمانداران همفکر که به عنوان "misa" (توده، در زبان اسپانیایی)شناخته می‌شوند، ارتباط برقرار می‌کنند.  بیشتر تمرین‌کنندگان یک محراب به نام mesa (میز، در پرتغالی و اسپانیایی) یا mesas brancas (میز سفید، در پرتغالی) خواهند داشت. این جلسات تا حدودی شبیه به دوره های معنویت به سبک آمریکایی از نوزدهم تاکنون است. با این حال، بسیاری از اعمال اسپیریتیستاس دارای عناصر تشریفات جادویی است که به طور سنتی در فرقه های جریان اصلی معنویت یافت نمی شود، اما اغلب در فرقه های معنوی مرتبط با جنبش کلیسای معنوی یافت می شود. اسپریتیسمو با اسپریتیسم متفاوت است زیرا اولی شامل اعمال مذهبی ترکیبی است که در بالا توضیح داده شد، در حالی که دومی خود دین-مذهب تثبیت شده است، که به طور مستقیم بر اساس کتاب های آلن کاردک و سایر رسانه ها، مانند کتاب های فرانسیسکو خاویر و دیوالدو فرانکو، کدگذاری می کند!

## انواع

### علمی/جدول اسپریتیسمو
اسپریتیسمو علمی که با نام میز سفید شناخته می شود تا حد زیادی در مناطق شهری کوبا وجود داشت. پیروان آن نوشته ها و مفاهیم کاردک را مطالعه می کردند. همچنین در طبقه بالای پورتوریکویی محبوب خواهد بود و در نهایت به اسپریتیسمو بومی پورتوریکویی تبدیل می‌شود. این شکل از اسپریتیسمو همچنین در بین اولموس و پاراویسینی-گربرت قابل توجه است: ۱۷۹ نفر در طول مراسم، که اعضای آن هستند در تلاش برای ارتباط با ارواح در اطراف یک میز پوشیده از کتانی سفید نشسته اند. سانس روح معمولاً وارد بدن رسانه ای می شود که سر میز حاضر است. در این زمان، آن دسته از افرادی که دور میز نشسته اند، این توانایی را دارند که از ارواح که از طریق رسانه ها وارد جهان شده اند، سؤال کنند. علاوه بر این، روح(ها) به عنوان منبعی برای راه حل های ممکن برای مشکلاتی که مردم را آزار می دهد دیده می شود. علاوه بر این، روح بسته به میزان شدت روح، خود را به طرق مختلف نشان می دهد. کسانی که در این مراسم شرکت می کنند وظایف خاصی دارند که باید قبل از مراسم و در حین آن انجام دهند. آنها باید در یک موقعیت میانجی باقی بمانند و به احتمال زیاد از دعاها، سرودها و موسیقی آثار کاردک استفاده خواهند کرد. بسیاری از اوقات، این مراسم شامل گروه کوچکی از مردم می شود، اما آیین های خصوصی وجود دارد.

### اسپیریتیسمو کوردون
اسپریتیسمو کوردون از آیین آن گرفته شده است. مراسم مرتبط با اسپریتیسمو کوردون از نظر جسمی، ذهنی و عاطفی دشوار است. کسانی که در این مراسم شرکت می کنند، در حالی که در خلاف جهت عقربه های ساعت راه می روند، به صورت دایره ای ایستاده اند. در همان حال، شعار می دهند و با پا به زمین می کوبند و بازوهای خود را به شدت تاب می دهند تا به حالت خلسه بیفتند! نفس های سنگین و کوبیدن یک هدف خاص را دنبال می کند. صداهایی که ایجاد می شود صدای هیپنوتیزمی ایجاد می کند که رسانه را به حالت خلسه سوق می دهد.  پس از رسیدن به این حالت خاص ذهنی، رسانه می تواند برای حل مشکلات یا بیماری ها با ارواح تماس بگیرد. تمرکز اصلی برای این شاخه خاص از اسپریتیسمو شفا است. رتبه بندی رسانه های مورد نیاز در آیین ها نسبتاً ساده است. دستاوردهای آنها در حل مشکلات و شفای مردم به آنها امکان می دهد رتبه بالاتری داشته باشند. هیچ روحانی در اسپریتیسمو کوردون یافت نمی شود. رهبر مدیوم عموماً مسئولیت فضای آیینی را بر عهده دارد، اما همیشه در خود زنجیره آیین شرکت نمی کند. در عوض، مدیوم به عنوان راهنما در طول مراسم واقعی عمل می کند.  محراب، که در اسپریتیسمو کوردون استفاده می شود، منطقه نسبتاً وسیعی را اشغال می کند.  فضا معمولاً برای بیرون راندن هر گونه ارواح شیطانی و استقبال از ارواح خوب تمیز می شود. ورودی با یک کاسه بزرگ آب محافظت می شود و همه کسانی که وارد می شوند باید دست های خود را بشویند تا از انتشار ارواح شیطانی جلوگیری شود. اسپریتیسمو کوردون با سایر ادیان متفاوت است به این معنا که دکترین معینی از اعتقادات ندارد. دین به روی همه باز است و نیازی به شرکت کنندگان جدید در فرآیند آغاز ندارد. برخی گفته‌اند که اسپریتیسمو کوردون سه تأثیر بر رویه‌ها و آموزه‌های آن دارد: کاتولیک عامیانه، روح‌گرایی کاردیسیان و اعتقادات آفریقایی، اما جدیدترین تحقیقات نشان داده است که آنچه به‌عنوان ریشه‌های آفریقایی تصور می‌شد، در واقع باقی‌مانده آیین‌های مذهبی تاینو است. رقص هایی به نام "آریتوس".

### اسپریتیسمو کروزائو
اسپریتیسمو کروزائو یا کروزادو که کروزادو به معنای صلیبی است.(و در انگلیسی به معنای روح‌گرایی متقاطع هست زیرا صلیب مانند یک تقاطع چهارطرفه است می‌باشد.) شکلی از اسپریتیسمو کوبایی است که تأثیراتی از کاتولیک عامیانه و مذهب پالو دارد. این یکی از محبوب ترین گونه های اسپریتیسمو در جزیره است.این اسپریتیسمو شامل اعمال علمی اسپریتیسموی اولیه و اسپریتیسمو کوردون است، اما همچنین شامل استفاده از دیگ های پالو، مصنوعات، نمایش مقدسین کاتولیک، ارائه میوه و شیرینی، و استفاده از تنباکو برای ایجاد حالت خلسه است. روح مشترکی که خوانده می شود، غلام فوت شده ای است که بوزال صحبت می کند! مراسم مهمی در اسپریتیسمو کروزائو، مراسم توده معنوی است که تازه‌کاران قانون اوچا را به این تمرین القا می‌کند. مراسم عشای ربانی برای مردگان که توسط فداییان انجام می شود شامل یک میز با پارچه سفید، گیاهان دارویی و تصاویر بستگان متوفی شخص می شود. شمع های روشن روح جد مرده را تشویق می کند تا به زندگی پس از مرگ برود و در مواردی، اگر روح به یکی از اعضای خانواده رؤیای برقراری ارتباط داده باشد، خانواده سعی می کند با روح ارتباط برقرار کند.